# Cine para leer
Cine para leer fue un anuario de publicación semestral que recopilaba todas las críticas de las películas estrenadas en España.

## Difusión
Pionero en recopilar la información y crítica de las películas estrenadas en España, el anuario Cine para leer empieza a publicarse en 1972 por Ediciones Mensajero. Con más de cuarenta años de trayectoria, se ha convertido en un clásico de la literatura cinematográfica española. Durante mucho tiempo, tuvo como soporte la revista Reseña de Literatura, Arte y Espectáculos, una publicación mensual de análisis de novela, poesía, cine, teatro, artes plásticas y música. Actualmente, el anuario tiene una periodicidad semestral y presencia actualizada en su página web y sus perfiles en redes sociales como Facebook, Twitter e ivoox.

## La revista Reseña
La revista Reseña, madre de Cine para leer, nació en 1964. En su sección de cine se abordaban las películas con el mismo rigor que sus críticos de Literatura, Teatro y Arte aplicaban en sus recensiones. Estos, que procedían de la enseñanza como profesores y catedráticos, acabaron por contagiar a los cinéfilos de la revista, periodistas y cineclubistas y, más tarde, auténticos ratones de filmoteca, el sello que ha caracterizado la andadura del grupo: huir de la gacetilla apresurada para, tras el análisis de la estructura del film y de los presupuestos socioculturales en que se inscribe, desembocar en la opinión y la síntesis degustadora del mismo.
De hecho, por una serie de circunstancias, este nuevo grupo de críticos había tomado el relevo del equipo fundacional de la publicación, compuesto en su mayoría por prestigiados críticos de la prensa diaria. Los recién llegados procedían de la Universidad de Valladolid, Bérgamo, Roma, y otras escuelas donde habían cursado estudios sobre el arte cinematográfico. Esta nueva hornada de críticos aterriza, pues, con un sólido bagaje intelectual y cultural.
Pretendían, además, dar a la crítica un enfoque social. En aquella época, el cine era un espectáculo de masas e influía enormemente en las costumbres e ideas. Y, a su vez, las ideologías se encarnaban en los filmes para darles difusión más amplia. Eran los vertiginosos años sesenta, que culminaron en mayo del 68 y dio origen al movimiento hippy y beat, y la llamada revolución sexual. Fueron mentores de aquella generación pensadores como Erich Fromm, Herbert Marcuse, Marshall McLuhan, Wilhelm Reich y Jacques Lacan.
El fenómeno de los nuevos cines, que se había solapado con el de los «jóvenes airados» británicos del Free Cinema, da paso a la politización (la cámara como arma de combate), a la decadencia agónica del western y al final de la carrera de los maestros del cine sonoro. En España pugnaban los mesetarios y los partidarios del cine de la mugre con la «gauche divine» catalana y unos y otros se quejan de una censura inmisericorde que obliga a los españoles a periódicas excursiones allende los Pirineos para ponerse al día. Mientras, el cine del destape campa a sus anchas.

## El anuario
En este caldo de cultivo nace el anuario Cine para leer en 1972. La idea era emular un tipo de libros que se estaban editando en Francia, Italia y el Reino Unido. Aprovechando las críticas publicadas en Reseña, se añadieron dos panorámicas introductorias al cine en España y en el mundo, las fichas de todos los estrenos y algunos complementos más. Así se compuso el primer volumen. En la contraportada, se definía a sus autores con estas palabras:
«Sin credos cinematográficos uniformantes, sin posturas estéticas preconcebidas, el equipo de Reseña encara el cine con independencia y rigor, valorando la obra en sí misma y en su incidencia sociológica. Este libro, en definitiva, nos ayuda a calibrar y enjuiciar el mundo en que vivimos, reflejado y conformado por el cine». Toda una declaración de principios.
Se imprimieron dos mil ejemplares. Se agotaron y hubo que hacer a toda prisa una reimpresión. Componían el equipo, por orden alfabético:  Manuel Alcalá, Norberto Alcover, Carlos J. Barbáchano, José Luis Blanco Vega, Ángel Camiña, Pedro Crespo, Marise Fontanet, Miguel Garau, Joaquín Hidalgo, Pedro Miguel Lamet, Margarita Lobo, Ángel A. Pérez Gómez, Carlos Pumares, José María Ródenas, Manuel Spínola, Luis Úrbez, Alberto Valero y Manuel Vidal. Las fichas las recopilaba Ángel Falquina que, durante años, había cumplido dicha labor en las revistas Film Ideal y Cinestudio. De todos éstos continúan hoy Manuel Alcalá, Norberto Alcover, Pedro Miguel Lamet y Ángel Antonio Pérez Gómez.

## Línea editorial
El equipo de críticos que levantaron el edificio de Cine para leer se muestran influidos por el fervor humanístico de los profesores de Humanidades de la Compañía de Jesús y movidos por el afán conciliador de intervenir en el mundo de la cultura desde un punto de vista analista y crítico, entonces todavía poco desarrollado en España.
Cine para leer llega, así, a las librerías españolas como un anuario de crítica fílmica rigurosa y con deseos de permanecer en el tiempo por su intrínseca calidad y utilidad para los lectores y no menos para instituciones relacionadas con el fenómeno cinematográfico. Más de cuarenta años, pues, de una tarea con un objetivo absolutamente determinado: criticar con fundamento, siempre al servicio de la obra fílmica misma, intentando salvar la proposición ajena en lugar de utilizar la crítica en función ideológica restrictiva y en fin destructiva. Criticar como ejercicio intelectual, con las solas armas del análisis narrativo, de las complejidades estéticas del lenguaje cinematográfico y de un juicio valorativo fundado en lo anterior.
Más de cuarenta años de historia cinematográfica pero también civil, política y axiológica, además de religiosa y estética, se condensan en los anuarios comentados, donde se esconden los cuarenta años fundamentales para la construcción de la España democrática desde la óptica del cine y de sus películas en concreto. Una obra que permanece, que atrae cada vez más, con el marchamo de que la obra duradera, tal vez elaborada en silencio y sin grandes expectativas mediáticas, es la que acaba por elaborar la gestación de una sociedad donde lo coyuntural y lo superficial se imponen cada vez más en detrimento de la reflexión como ámbito para la elaboración crítica de la realidad.

## El equipo Reseña hoy
El equipo reseña está compuesto actualmente por los siguientes críticos:
- Ángel A. Pérez Gómez (editor)
- José Luis Sánchez Noriega (coordinador de redacción)
- Manuel Alcalá
- Norberto Alcover
- Rafael Arias Carrión
- Fernando Bejarano
- Francisco María Benavent
- Sergio Fernández Pinilla
- José Antonio García Juárez
- Miguel Ángel Huerta Floriano
- Ángel Luis Inurria
- Pedro Miguel Lamet
- Ignacio Lasierra
- Cristina Leza
- José Luis Martínez Montalbán
- Francisco Moreno
- Ernesto Pérez Morán
- José A. Planes Pedreño
- Julio Vallejo
- Diego Salgado